# Ramasindrazana
Ramasindrazana foi uma princesa malgaxe e tia da rainha Ranavalona III. 

## Biografia
Ramasindrazana foi membro da família real malgaxe. Ela era tia da princesa Rasendranoro e da rainha Ranavalona III, última soberana do Reino de Madagáscar. 
Em 1897 a monarquia malgaxe foi abolida pela colonização francesa da ilha. A princesa foi enviada ao exílio junto com toda a família real. Acompanhada pela princesa Rasendranoro e por Razafinandriamanitra. A ex-rainha Ranavalona III se juntou a elas no exílio em Toamasina e posteriormente Saint-Denis, Reunião.  Moraram sob supervisão francesa por alguns anos em uma casa perto do escritório colonial.  Foram transferidas para Marselha em 1899 e posteriormente para a Argélia Francesa. Ramasindrazana acompanhou sua sobrinha em viagens turística a França e foram muito admiradas por sua simpatia e amorosidade pelo povo francês. 
Quando Ranavalona faleceu em 1917, Ramasindrazana foi movida para os Alpes Marítimos, na França, vivendo lá até sua morte. 